# Phyllobius pyri
Phyllobius pyri är en skalbaggsart som först beskrevs av Carl von Linné 1758.  Phyllobius pyri ingår i släktet Phyllobius, och familjen vivlar. Arten är reproducerande i Sverige.

## Bildgalleri

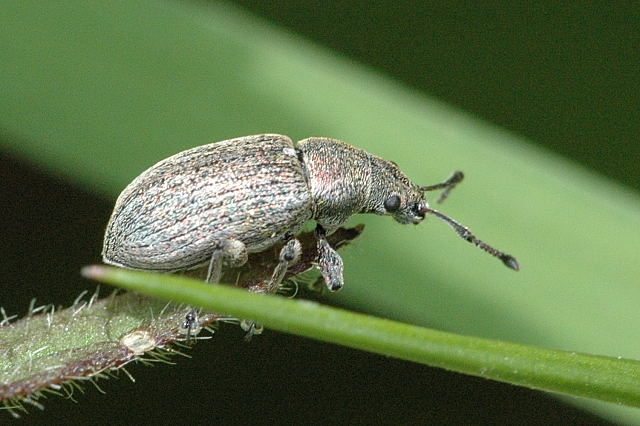
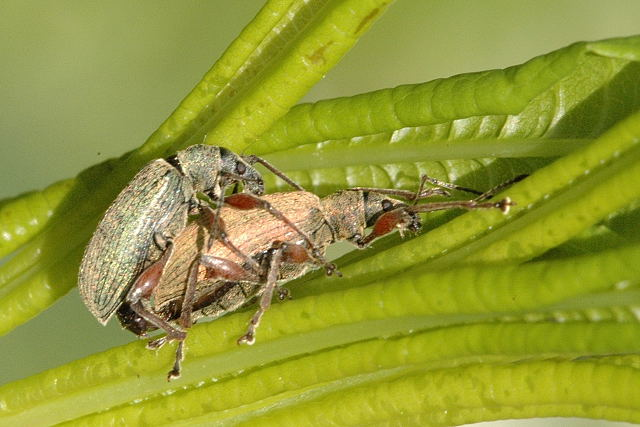